# Мамфе
Ма́мфе (фр. Mamfé) — город в Юго-Западном регионе Камеруна, административный центр департамента Манью, конечный пункт на реке Манью. Расположен в 50 км к востоку от границы с Нигерией и в 160 км к северу от Гвинейского залива. На городском рынке продают пальмовые ядра и масло, бананы, какао, кофе, хинин, твёрдую древесину и каучук. В городе находится аэродром и больница. Башня, в которой располагается дом главного окружного чиновника, была построена в период британского колониального правления в 1911 году охраняется как исторический памятник.